# مونجیوفی ملیا
مونجیوفی ملیا (به ایتالیایی: Mongiuffi Melia) یک کومونه در ایتالیا است که در استان مسینا واقع شده‌است. مونجیوفی ملیا ۲۴٫۳ کیلومترمربع مساحت و ۷۴۳ نفر جمعیت دارد و ۴۲۱ متر بالاتر از سطح دریا واقع شده.